# 既約元
抽象代数学において、整域の 0 でも単元でもない元は、それが2つの非単元の積でないときに、既約（英: irreducible）であると言う。すなわち、整域{\textstyle R}について{\displaystyle a\in R}が0でも単元でもない元であるとき「ある{\displaystyle b,c\in R}を用いて{\displaystyle a=bc}と分解されたなら常に{\displaystyle b}か{\displaystyle c}のいずれかは単元」を満たすならば{\displaystyle a}は既約元であるという。
既約元を素元と混同してはならない。（可換環 R の0でも単元でもない元 a は、R のある元 b と c に対して a | bc であるときにはいつでも a | b または a | c であるようなときに、素元と呼ばれる。）整域において、素元は既約元である。逆は一意分解整域に対しては正しい（あるいはより一般に、GCD整域に対しても正しい）が、一般の整域に対しては成り立たない。
さらに、素元で生成されたイデアルが素イデアルであるのに対して、既約元で生成されたイデアルは一般には既約イデアルであるとは限らない。しかしながら、D が GCD 整域であり、x が D の既約元であれば、x で生成されたイデアルは D の素イデアル（したがって既約イデアル）である。

## 例
二次の整数環 {\displaystyle \mathbb {Z} [{\sqrt {-5}}]} において、ノルムを使った議論で数 3 が既約であることが証明できる。しかしながら、3 はこの環で素元ではない。なぜならば、例えば、
{\displaystyle 3\mid \left(2+{\sqrt {-5}}\right)\left(2-{\sqrt {-5}}\right)=9}
であるが、{\displaystyle 3} は2つの因数のいずれも割り切らない。

### 注
1. ↑  素元 p が既約元であることの証明。p = ab とする。すると p は素元なので p | a または p | b である。p | a であるとして、a = pc としよう。すると p = ab = pcb となるので p (1 − cb) = 0 である。R は整域なので cb = 1 である。したがって b は単元であり p は既約である。